# Cecilie Drabsch Norland
Cecilie Drabsch Norland (ur. 1978 w Stavanger) – norweska niepełnosprawna pływaczka, mistrzyni paraolimpijska.
Sukcesów ani na mistrzostwach europy lub świata nie osiągała do 2008 roku kiedy zdobyła złoty medal igrzysk parolimpijskich w Pekinie w 2008 roku na dystansie 50 metrów stylem dowolnym w klasie S8.